# 126160 Fabienkuntz
126160 Fabienkuntz è un asteroide della fascia principale. Scoperto nel 2002, presenta un'orbita caratterizzata da un semiasse maggiore pari a 2,7356175 UA e da un'eccentricità di 0,0603871, inclinata di 4,98701° rispetto all'eclittica.